# Eulithis explanata
Eulithis explanata är en fjärilsart som beskrevs av Walker 1862. Eulithis explanata ingår i släktet Eulithis och familjen mätare. Inga underarter finns listade i Catalogue of Life.